# Thale
Thale es un municipio situado en el distrito de Harz, en el estado federado de Sajonia-Anhalt (Alemania), a una altitud de 156 metros. Su población a finales de 2015 era de unos 17 600 habitantes y su densidad poblacional, 130 hab/km².